# Revolución 12.111
Revolución 12.111 es el nombre del tercer disco del grupo español Hamlet lanzado en 1996. Este disco contiene el primer videoclip de la banda, el del tema llamado "J.F." (siglas del explícito título "Jodido Facha"). La banda deja de lado la ropa metalera para lucir chándales y cortar sus melenas (visible en el mencionado videoclip).
La compañía Zero Records se creó expresamente para poder editar este disco, después de que una multinacional, con el disco grabado, les dejara. El disco, se publica en Europa (Semaphore) y en México (BMG-Culebra). Scott Burns fue quien programó la batería del tema "No Invasión".
Teniendo en cuenta que Hamlet son considerados pioneros del nü metal en España, y que Revolución 12.111 fue el primer trabajo de la banda en ser considerado como nü metal, puede decirse que este disco es el primero de este género en España.

## Canciones
- Todos los temas están compuestos por Luis Tárraga y J. Molly, excepto 5, 6, 8 y 15, por Tárraga, Molly y Augusto Hernández.

1. J.F. - 4:56
2. Razismo es desigualdad - 4:50
3. Poseer bajo sumisión - 2:40
4. Egoísmo - 4:50
5. No me jodas - 2:44
6. El color de los pañuelos - 5:30
7. Creerse Dios - 3:52
8. La tierra de Paco - 4:12
9. Legalizar - 3:04
10. El pequeño dictador - 3:00
11. Crónica Antisocial - 4:02
12. La pesadilla - 4:47
13. Habitación 106 - 4:05
14. Hombre del 2000 - 3:45
15. No invasión - 3:40

## Miembros
- J. Molly - Voz
- Luis Tárraga - Guitarra solista
- Pedro Sánchez - Guitarra rítmica
- Augusto Hernández - Bajo, coros
- Paco Sánchez - Batería